# Valeriana sphaerophora
Valeriana sphaerophora är en kaprifolväxtart som beskrevs av Graebner. Valeriana sphaerophora ingår i släktet vänderötter, och familjen kaprifolväxter. Inga underarter finns listade i Catalogue of Life.